# GTR (álbum)
GTR es el álbum debut del supergrupo de AOR y rock progresivo GTR, publicado en 1986 por el sello Arista Records siendo además el único disco de la banda. Con un sonido similar a las bandas Asia y Genesis, obtuvo gran recepción en los Estados Unidos en donde alcanzó el puesto 11 en la lista Billboard 200 y la casilla 41 en el Reino Unido.
En el mismo año fue certificado con disco de oro en los Estados Unidos al superar las 500 000 copias vendidas, certificación otorgada por la RIAA.
De este trabajo además se extrajeron los sencillos «When the Heart Rules the Mind», que obtuvo el puesto 3 en los Mainstream Rock Tracks y la posición 14 en los Billboard Hot 100. De igual manera fue publicado «The Hunter» como el segundo sencillo que solo obtuvo el lugar 14 en la lista Mainstream y la posición 85 en los Billboard.

## Lista de canciones
| N.º | Título                          | Escritor(es)            | Duración |  |
| 1.  | «When the Heart Rules the Mind» | Hackett, Howe           | 5:24     |  |
| 2.  | «The Hunter»                    | Downes                  | 4:51     |  |
| 3.  | «Here I Wait»                   | Hackett, Howe           | 4:54     |  |
| 4.  | «Sketches in the Sun»           | Howe                    | 2:29     |  |
| 5.  | «Jekyll and Hyde»               | Hackett, Howe, Bacon    | 4:42     |  |
| 6.  | «You Can Still Get Through»     | Hackett, Howe           | 4:53     |  |
| 7.  | «Reach Out (Never Say No)»      | Hackett, Howe, Spalding | 4:00     |  |
| 8.  | «Toe the Line»                  | Hackett, Howe           | 4:29     |  |
| 9.  | «Hackett to Bits»               | Hackett                 | 2:10     |  |
| 10. | «Imagining»                     | Hackett, Howe, Mover    | 5:49     |  |

## Músicos
- Max Bacon: voz
- Steve Hackett: guitarra eléctrica y teclados
- Steve Howe: guitarra eléctrica y sintetizador
- Phil Spalding: bajo
- Jonathan Mover: batería